# Embraer EMB 120
O EMB 120 "Brasilia" é um avião turboélice bimotor de asa baixa, pressurizado, de alta performance, voltado para a aviação regional e capaz de transportar até 30 passageiros.
Foi projetado, desenvolvido e fabricado em larga escala no Brasil, a partir da década de 1980, pela  Embraer, que utilizou como base para sua criação e desenvolvimento o bimotor turboélice para uso executivo EMB-121 Xingu, inclusive o projeto de fuselagem, estabilizadores vertical e horizontal em T e o seu inovador sistema de pressurização.
Em 1994, o Brasilia foi o avião regional com maior número de operadores no mundo, utilizado por 26 empresas em 14 países. Em 1996, recebeu da FAA (Federal Aviation Administration) um prêmio especial de segurança.
Foram entregues 352 aeronaves para 33 operadores internacionais, ao longo de quase duas décadas de produção. Sua fabricação foi suspensa em 2001, quando já estava sendo produzido o seu modelo sucessor, o jato ERJ-145.

## História

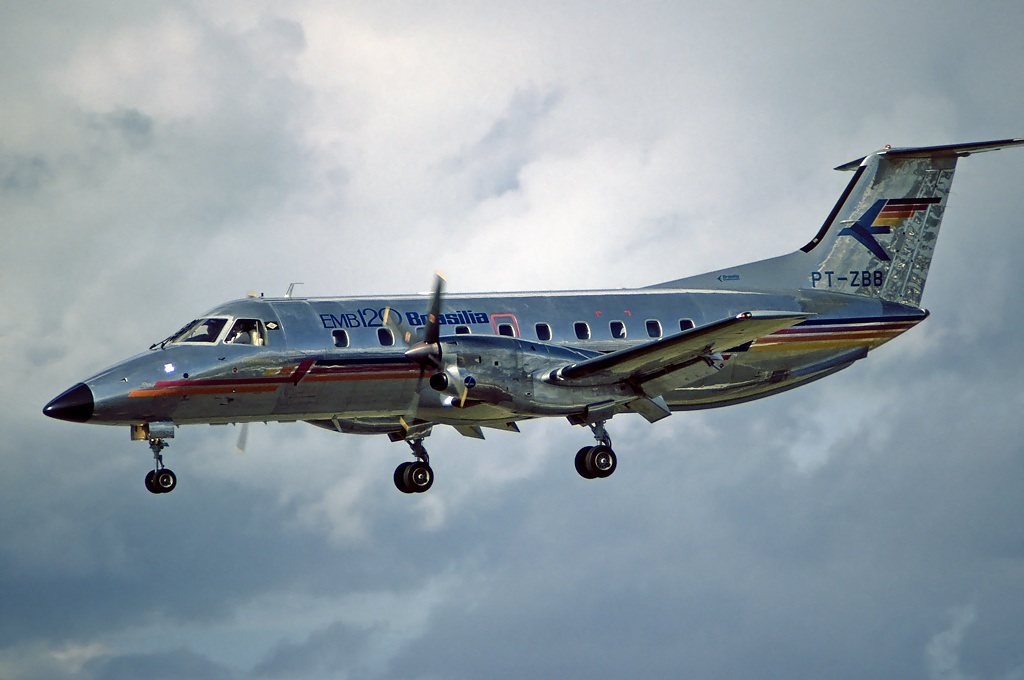
Um dos protótipos do Brasilia no Farnborough International Airshow, setembro de 1984.

Em abril de 1980, a fabricante lançou o projeto do EMB 120, cuja quantidade de pedidos em pouco tempo ultrapassou a marca de 100 unidades. Seu primeiro voo ocorreu em 29 de julho de 1983 e sua entrada em serviço em 1985, na empresa norte-americana ASA (Atlantic Southeast Airlines), de Atlanta.
Inicialmente, o Brasilia foi fabricado na versão stardard, com motores Pratt & Whitney PW115, de 1500 shp de potência e cerca de mil quilômetros de alcance. A partir da década de 1990 passou a ser fabricado na versão Advanced ER, com motores Pratt & Whitney PW118 de 1800 shp de potência, dotados de hélices quadripás da marca Hamilton Standard, velocidade de cruzeiro de aproximadamente 550 km/h e alcance de aproximadamente 1 500 km.

## Projeto e desenvolvimento

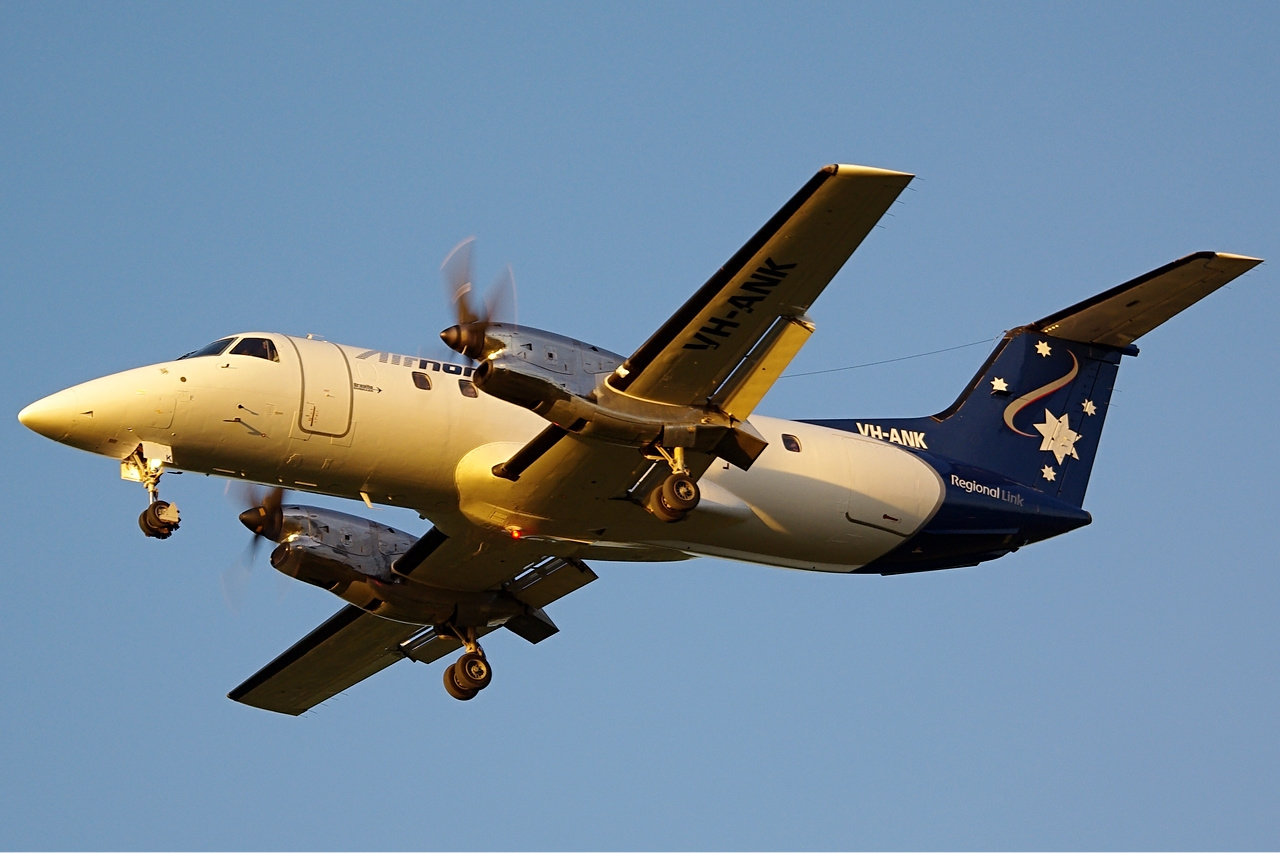
EMB 120 da Airnorth no Darwin International Airport.

O projeto do Brasilia remonta ao ano 1974, quando seria inicialmente chamado Araguaia, tendo o nome alterado para Brasilia em 1979. Seu lançamento oficial aconteceu em 29 de julho de 1983, com e a produção em série iniciada no final de 1984.
Em 16 de maio de 1985 recebeu a homologação pelo CTA no Brasil. Em 9 de julho 1985 foi homologado pelo FAA nos Estados Unidos e no mesmo ano pelo CAA - Civil Aviation Authority, da Inglaterra. Em 1986 foi homologado na Alemanha.
A partir da década de 1980, os engenheiros da Embraer já dominavam tecnologias e possuíam experiência adquiridas durante a pesquisa, o desenvolvimento e a fabricação de outros aviões, entre eles o Bandeirante e o Xingu, cujo sistema de pressurização foi utilizado no Brasilia.
Dispondo também da tecnologia de asas de perfil supercrítico, o Brasilia foi na época o turboélice bimotor para transporte regional de passageiros mais veloz, mais econômico e mais leve da categoria de até trinta assentos.

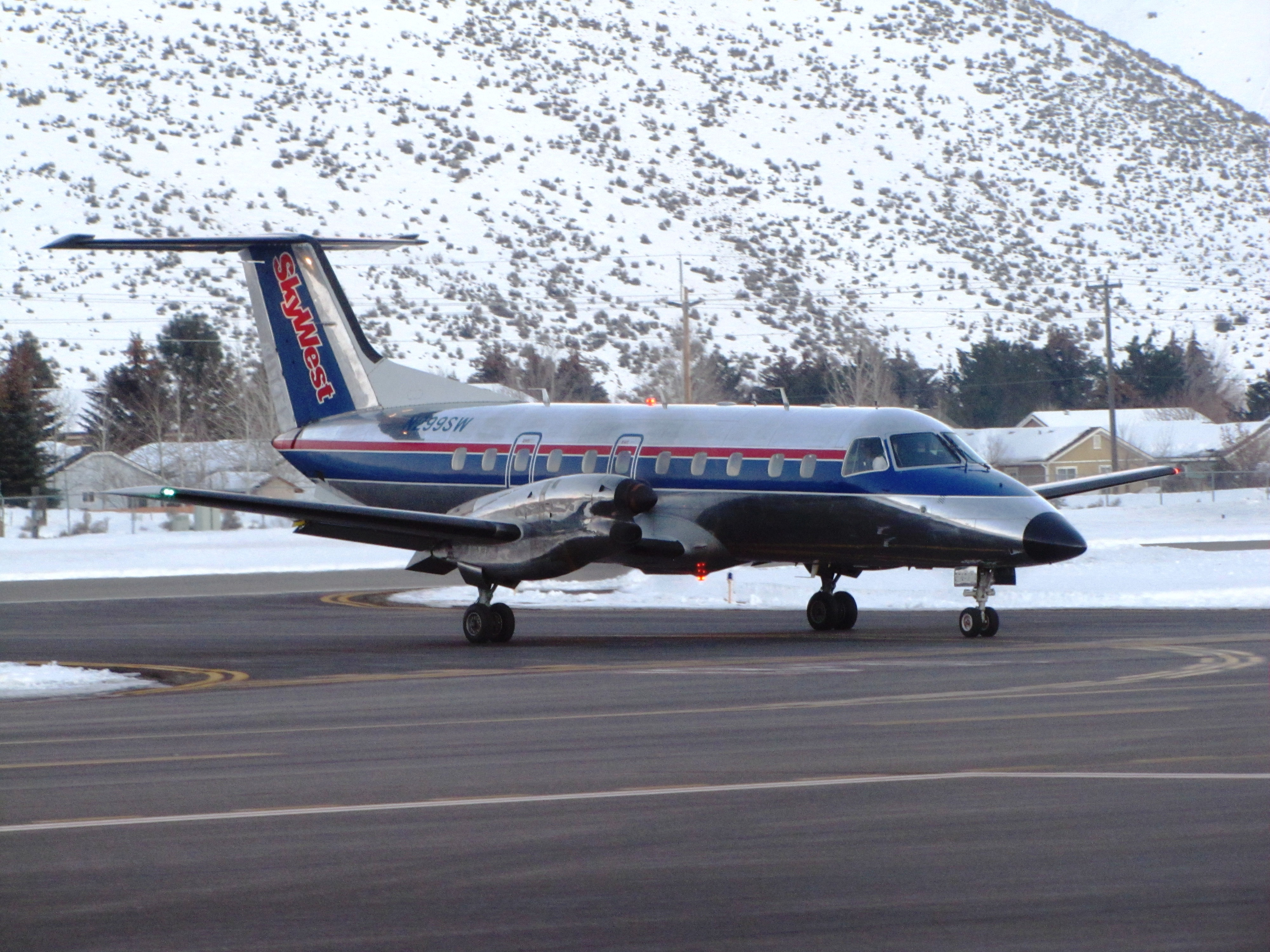
EMB 120 (SkyWest).

## Aprimoramento

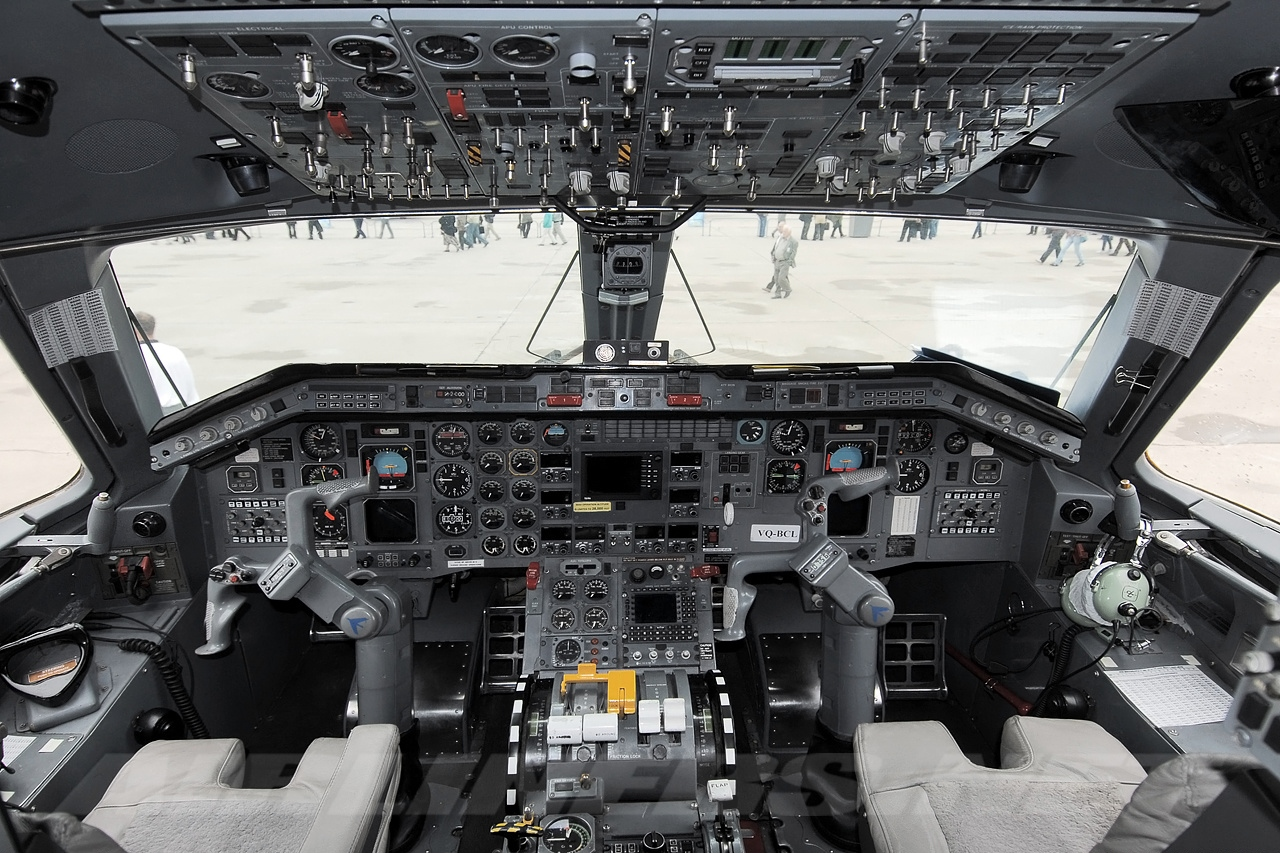
Cabine de comando do EMB 120.

A versão melhorada Brasilia Advanced ER passou a ser produzida em série a partir da década de 1990, com mais itens de conforto e conveniência, inclusive ar condicionado para climatizar a cabine de passageiros tanto no voo quanto no solo. 
Durante o voo, a principal fonte de energia elétrica e de energia pneumática para o ar condicionado são seus motores, no entanto, a APU pode ser utilizada para complementar o suprimento. Já no solo, a APU passa a ser a principal fonte de energia para o ar condicionado, podendo ser utilizada em conjunto com os propulsores.
Na década de 1990, a Embraer submeteu às autoridades aeronáuticas brasileiras, norte-americanas e europeias um novo Plano de Manutenção Programada do Brasilia, o que acarretou uma redução de aproximadamente 25% no custo de manutenção do equipamento. A medida adotava intervalos maiores entre as revisões e reduzia o tempo de permanência da aeronave no solo para estes serviços, com consequente ganho de produtividade, tornando-a mais competitiva.
Também foi lançada a versão Quick Change, adaptada para transporte de passageiros e de carga, dando mais produtividade ao equipamento.
A maior parte das aeronaves construídas continuam em serviço, transportando passageiros e cargas aéreas em viagens regionais.

## No Brasil

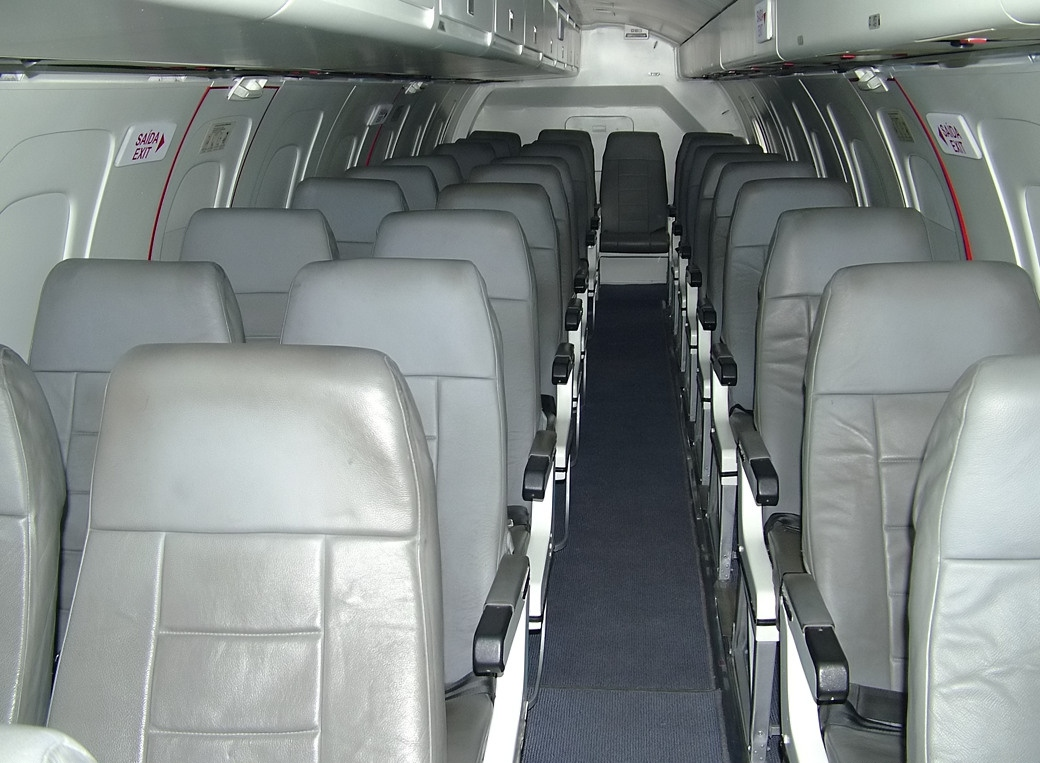
Interior de um EMB 120 Brasilia.

O primeiro operador do Brasilia no Brasil foi a companhia aérea Rio Sul, que introduziu a aeronave em sua frota no ano de 1988. O avião voou também pelas companhias aéreas META, RICO, Air Minas, Passaredo, Interbrasil STAR (subsidiária da Transbrasil), OceanAir, Pantanal, Nordeste, Penta, TAVAJ, KMW - Táxi Aéreo, America Air, TRIP Linhas Aéreas, SETE Linhas Aéreas e pela FAB - Força Aérea Brasileira.
A própria Embraer usa um Brasilia, número de série 323, de matrícula PT-SXP, para transportar funcionários entre as fábricas de São José dos Campos (matriz), Gavião Peixoto e Botucatu, numa operação shuttle. O Brasilia 313 de matrícula PP-PSC também já foi usado como shuttle pela Embraer (hoje essa aeronave opera na FAB - Força Aérea Brasileira sob o registro FAB2020).
Devido à sua capacidade de pousos e decolagens curtos, o Brasilia é utilizado pela Força Aérea Brasileira em viagens oficiais e também por duas empresas de taxi aéreo que operam na Amazônia, região dotada de grande número de pistas curtas que inviabilizam o uso de jatos.

## Ficha técnica
- Motorização / Advanced ER (potência): 2 X Pratt & Whitney PW118 (1 800 shp)
- Motorização / Standard (potência): 2 X Pratt & Whitney PW115 (1 500 shp)
- Velocidade máxima de cruzeiro: Aprox. 585 km/h
- Velocidade de cruzeiro normal: Aprox. 550 km/h
- Velocidade de cruzeiro econômica: Aprox. 485 km/h
- Razão de subida inicial: Aprox. 700 metros/minuto
- Pista de pouso: Aprox. 1.650 metros (lotado / dias quentes / tanques cheios)
- Capacidade: 30 passageiros
- Tripulação: 1 piloto, 1 co-piloto e 1 comissária
- Peso máximo decolagem: Aprox. 11.980 kg
- Consumo médio (QAV): Aprox. 960 litros / hora (lotado / 75% potência)
- Consumo médio (QAV): Aprox. 0,06 litro / passageiro / km voado
- Alcance / Advanced ER: Aprox. 1.500 quilômetros (lotado / 75% potência / com reservas)
- Alcance / Standard: Aprox. 1.000 quilômetros (lotado / 75% potência / com reservas)
- Teto de serviço: Aprox. 9.500 metros
- Freios: Metálicos, com anti-skid (anti-travamento)
- Sistema elétrico: 28 volts (DC)
- Hélices: Hamilton Standard (material composto)

### Aeronaves semelhantes
- Antonov An-140
- Saab 340
- BAe Jetstream 41
- BAe Jetstream 31
- Dornier 328
- Bombardier Q-100